# Basler BT-67
De Basler BT-67 is een omgebouwde versie van de Douglas DC-3, geproduceerd door Basler Turbo Conversions. De basis is het airframe van de DC-3. De belangrijkste veranderingen zijn de twee Pratt & Whitney Canada PT6A-67R turboprops die de oude stermotoren uit de DC-3-familie vervangen. Andere belangrijke veranderingen zijn de nieuwe elektronica, nieuwe instrumenten, het sterker maken van het airframe, het langer maken van de vliegtuigromp en modificaties aan de vleugels. Dit zorgt voor een betrouwbaarder, krachtiger en sneller vliegtuig.

## Gebruikers

### Civiele gebruikers
- Aerocontractors, Verenigde Staten
- Antarctic Logistics Centre International (ALCI), Zuid-Afrika
- Alfred Wegener Institute for Polar and Marine Research, Duitsland
- Bell Geospace Aviation, Inc, Verenigde Staten
- Dutch Dakota Association,  Nederland
- Kenn Borek Air, Canada
- Spectrem Air Surveys, Zuid-Afrika
- United States Forest Service, Verenigde Staten
- World Air Logistics, Thailand

### Militaire gebruikers
- Boliviaanse luchtmacht
- Colombiaanse luchtmacht, Colombiaanse nationale politie
- Salvadoraanse luchtmacht
- Guatemalese luchtmacht
- Luchtvleugel van het Malawische leger
- Malinese luchtmacht
- Mauritaanse luchtmacht
- Koninklijke Thaise luchtmacht
- Luchtmacht van de Verenigde Staten